# Josep de Calassanç (sacerdot)
Josep Calassanç i Gastó (Peralta de la Sal, 1557 - Roma, 1648) va ésser un sacerdot originari de la Llitera (Franja d'Aragó), fundador de les Escoles Pies per a l'ensenyament dels nens. És venerat com a sant per l'Església catòlica. Climent XIII el canonitzà el 16 de juliol de 1767.

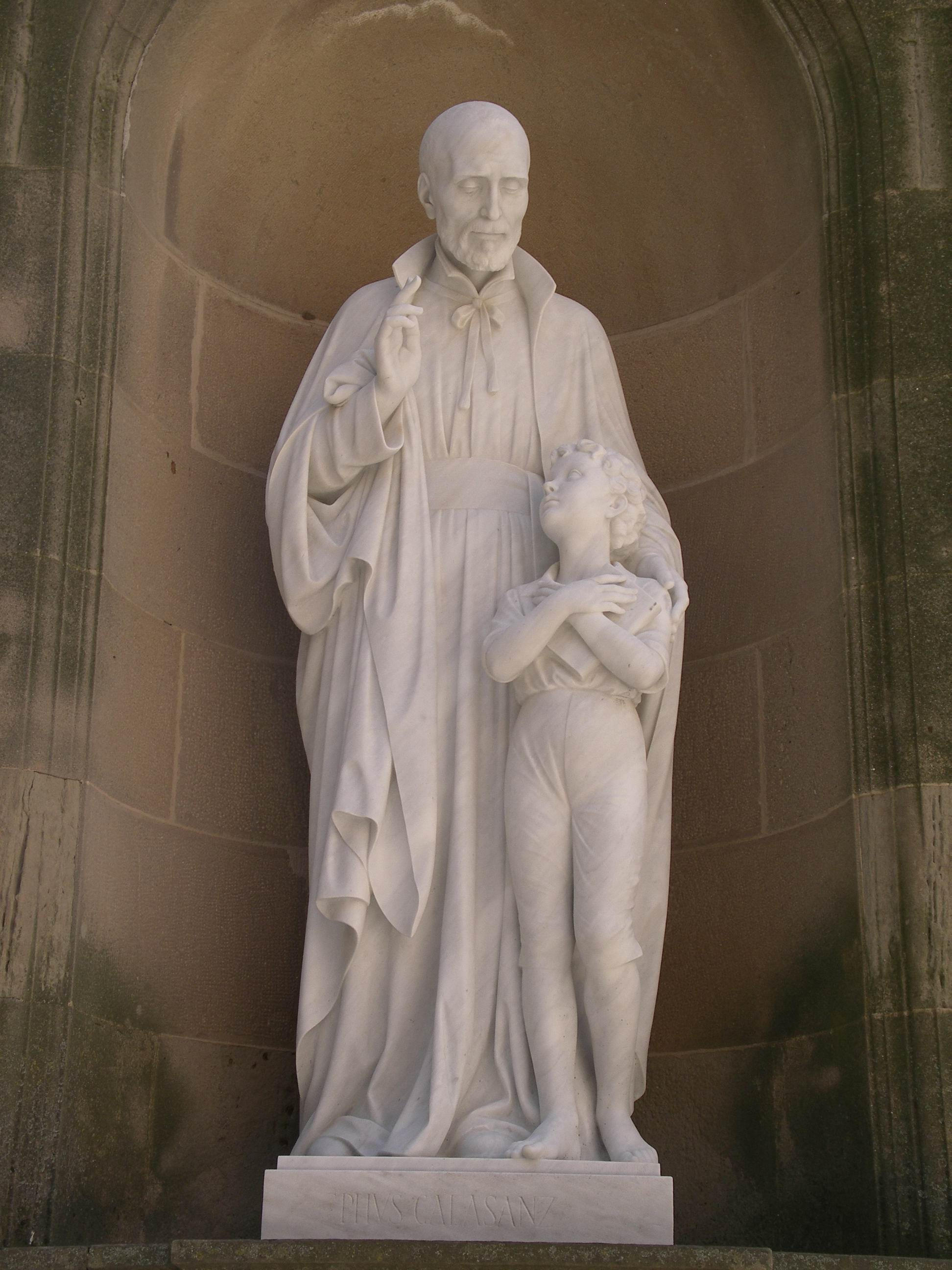
Escultura a la plaça del monestir de Montserrat

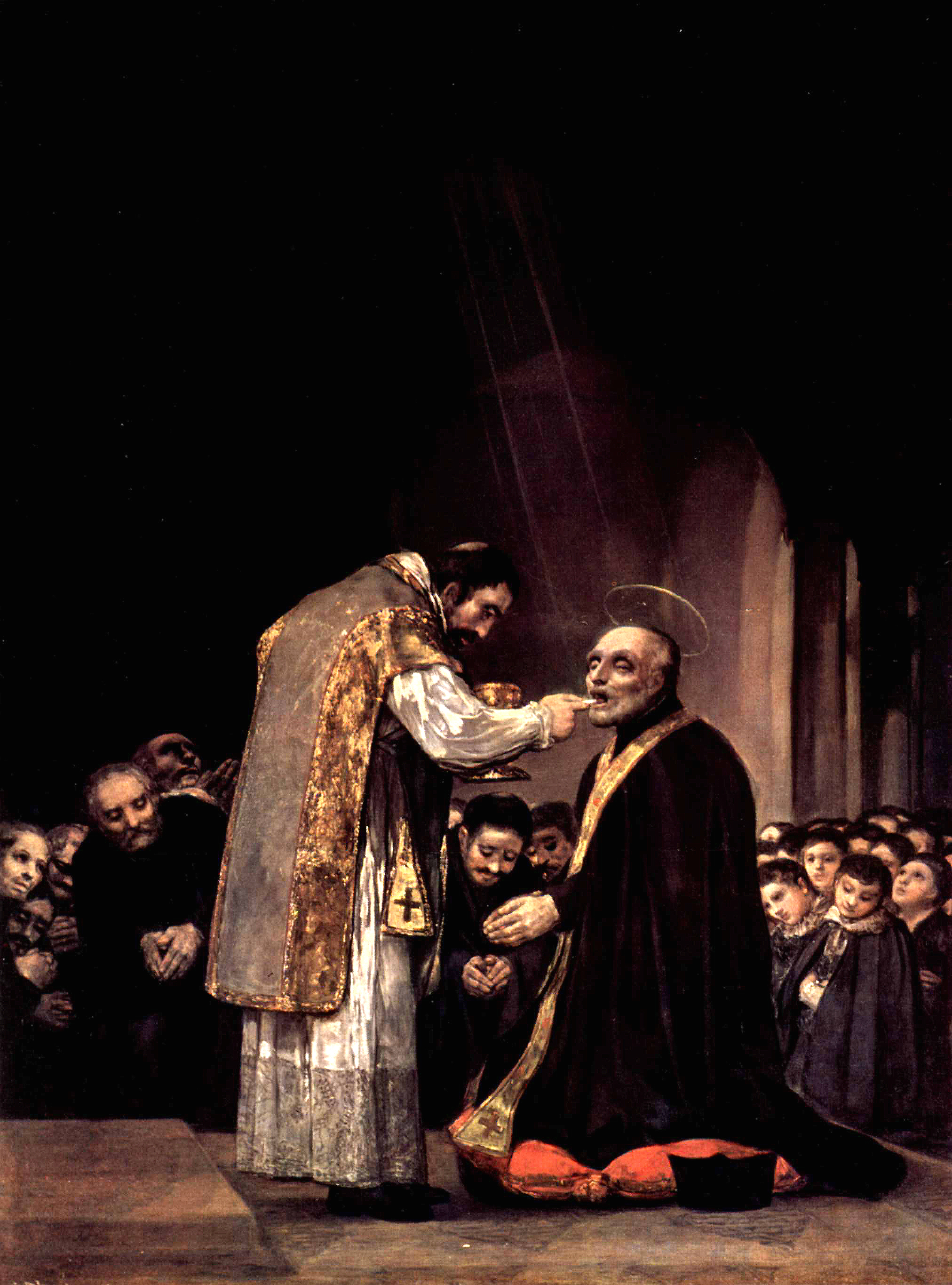
La darrera comunió de Sant Josep de Calassanç, oli de Goya

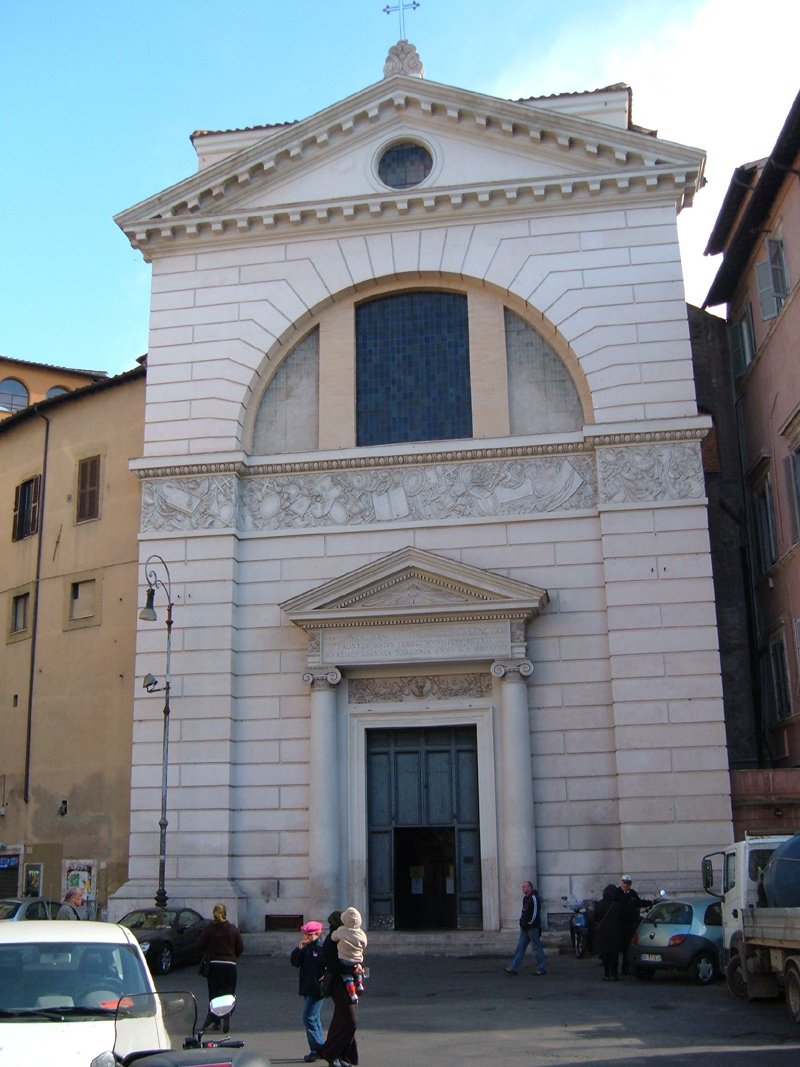
Església de St. Pantaleó, a Roma, on és enterrat el sant

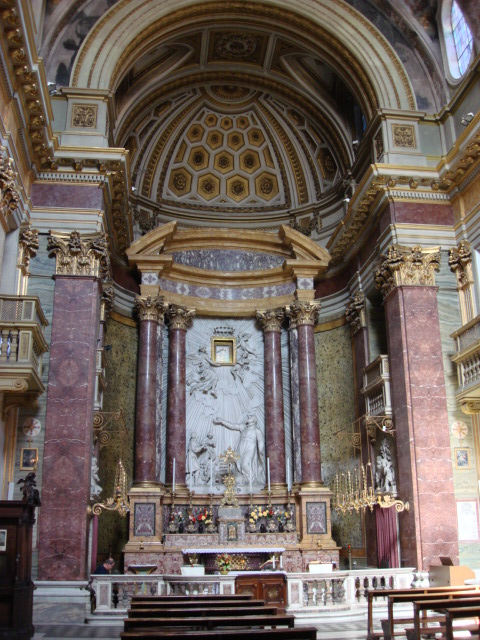
Interior de l'església de S. Pantaleó

Josep Calassanç va néixer a Peralta de la Sal, petit poble catalanoparlant de la Llitera, en el 1557. Josep, era fill de Pere Calassanç, ferrer i alcalde del poble, i de Maria Gascó. Amb dotze anys, Josep deixa el seu poble i se'n va a estudiar a Estadilla, a 20 km. Realitza els seus estudis en el col·legi dels pares trinitaris. Era un jove estudiós, responsable, generós i amb una gran simpatia personal, que li permetia tenir molts amics entre els seus companys d'estudis.
Quan fa catorze anys, Josep Calassanç manifesta la decisió de fer-se sacerdot, ja que té una forta i vivencial fe en Déu, augmentada per l'exemple i l'educació rebuda per la seva família. En un primer moment no compta amb l'aprovació paterna, ja que havent mort el seu germà gran, el seu pare pensava que Josep havia d'encarregar-se de l'administració de les propietats de la família. Finalment Josep aconsegueix l'autorització paterna i pot continuar el camí triat. Va estudiar Filosofia a la Universitat de Lleida i Teologia a les de València i Alcalá de Henares.
És ordenat sacerdot el 1583, als 25 anys. Al bisbat d'Urgell esdevé rector d'algunes parròquies (fou rector de Claverol i Hortoneda, també oficial de Tremp, al Pallars Jussà), i entre el 12 de febrer de 1587 i el 27 de gener de 1589 consta com adscrit al Capítol catedralici. Posteriorment, aconsellat pel bisbe d'Urgell, Andreu Capella, Calassanç se'n va a Roma el 1592. Abans de complir els sis anys de la seva estada a Roma, el riu Tíber, es desborda, provocant la més catastròfica inundació del segle. Com a resultat d'aquesta, centenars de famílies pobres van quedar sense sostre, sense aliments i hi ha més de dos mil morts. Calassanç treballa infatigablement en l'operació d'ajuda als afectats.
S'integra en una confraria que es dedicava a ajudar els malalts, i comença a recórrer els barris. Observa llavors que molts nens no tenen manera de tenir formació per falta de mitjans econòmics. Comença a pensar a crear una escola gratuïta oberta a tots els nens, especialment als més necessitats i proposa la seva idea a les autoritats eclesiàstiques i a nobles i rics que poguessin ajudar-lo, però no té èxit.
Calassanç, llavors, demana una vella sagristia en una parròquia d'un barri pobre de Roma, i així, a la parròquia de Santa Dorotea, comença el 1597 la primera escola gratuïta d'Europa. Els alumnes, pocs en un principi, no tenen recursos per comprar material escolar; Calassanç utilitza per això els pocs diners que rep del seu treball amb el cardenal Colonna. Amb l'ajuda d'altres professors joves, als quals contagia el seu entusiasme, Calassanç dedicarà des d'aquell moment tota la seva vida a una mateixa idea: obrir les portes de les escoles a tots i, molt especialment, als més necessitats. Fundà així les Escoles Pies en 1597 i en fou el primer Superior General, dignitat que ostentà fins a la seua mort.
Calassanç no tornà mai a la seva terra, i morí a Roma l'agost de 1648.
El seu pensament pedagògic quedà reflectit en els seus escrits on trobem regles, consells i advertiments per a la pràctica educativa, i en les Constitucions de l'Orde.